# Egípcios dos Balcãs
Os egípcios dos Balcãs (Jevgs, Egjiptjant ou Gjupci) ou egipcianos são uma minoria étnica da antiga Jugoslávia, reconhecida nos censos de 1991, que afirma uma identidade derivada dos antigos egípcios, que desde pelo menos o tempo de Hérodoto teriam uma presença na região. No entanto, a comunidade cigana e a maior parte dos académicos considera que a sua origem é cigana.
Os egípcios habitam sobretudo no Kosovo, onde a identidade egípcia se tornou mais saliente nos anos 90, no contexto dos conflitos étnicos na então região sérvia. Após a independência de facto do território, em 1999, os egípcios foram reconhecidos como uma das comunidades étnicas kosovares, com direito a representação institucional própria.

## História
Os egípcios dos Balcãs afirmam descender de antigos egípcios, que nos tempos de Alexandre o Grande teriam imigrado para os Balcãs (para uma região chamada "Pequeno Egito"), e depois fundado a cidade de Ocrida. Com o tempo teriam perdido a sua linguagem original, e adotado a língua dos povos com quem viviam, como o albanês. Outra versão aponta para egípcios trazidos para a região como escravos por soldados romanos.
No entanto, quase todos os académicos que têm estudado a questão tendem a considerar os egípcios balcânicos como uma subdivisão dos ciganos: durante alguns séculos, acreditou-se que os ciganos viriam do Egito (de onde derivam designação como Gypsi em inglês ou Gitano em espanhol); assim, os ciganos balcânicos eram por vezes designados como Evgjitë ou Kipti ("coptas", em referência ao Egito pré-arabe e pré-islâmico). No século XIX, a origem indiana dos ciganos foi academicamente estabelecida, mas alguns ciganos balcânicos continuaram a considerar-se egípcios.

### Denominação
Como já referido, durante do Império Otomano era frequente os ciganos dos Balcãs serem designados por "egípcios" ou "coptas" (Kipti), a pretexto da sua suposta origem no Egito. Mesmo depois da origem indiana dos ciganos ter sido estabelecida, a origem egípcia continuou a ser assumida por parte dos ciganos balcânicos, e o Primeiro Congresso Cigano de 1905 foi definido pelos seus organizadores como sendo da "população copta"
A identificação dos ciganos como "egípcios" chegou inclusivamente a ser promovida por razões relacionadas com disputas eclesiásticas: na segunda metade do século XIX os ortodoxos búlgaros desenvolveram um embate para terem uma igreja autocéfala, independente do patriarcado grego; a identificação dos ciganos com um povo antigo (e portanto com dignidade para ter a sua própria igreja dentro da Igreja Ortodoxa) era assim usada como argumento para justificar a divisão do patriarcado grego. Como peças desta polémica, surgiram os artigos "Os ciganos", do escritor búlgaro Petko Ratchev Slaveikov, publicado em 1866 no jornal de Istambul "Gaida", onde o autor argumenta que os ciganos, vindos do antigo Egito, seriam quem levou a civilização e a ciência para a Grécia, e uma carta, assinada por "um egípcio" (o cigano Ilia Naumtchev, que viria a ser clérigo da Igreja Ortodoxa Búlgara), publicada em 1867 no jornal "Macedónia" (dirigido por P. R. Slaveikov), citando a Bíblia para defender a criação de uma igreja para os ciganos (e, implicitamente, de uma igreja para cada nação, incluindo os búlgaros).
Por diversas razões, indivíduos de origem cigana na então Jugoslávia frequentemente não se identificavam (nomeadamente nos recenseamentos) como ciganos, de forma que o antropólogo Ger Duijzings especulou que na raiz da atual comunidade egípcia esteja o facto de, durante muito tempo, ter sido frequente os ciganos de língua albanesa e religião muçulmana identificarem-se como albaneses. Nos tempos de Slobodan Milosevic, contudo, o fim da autonomia do Kosovo (até então uma província autónoma de maioria albanesa) e o reforço do poder dos sérvios face aos albaneses teria levado parte dessa população assimilada aos albaneses mas de origem cigana a abandonarem a identificação albanesa e, não se auto-identificando como ciganos, recuperarem uma identificação egípcia, que até então tinha mera existência residual.
Durante grande parte do século XX, a maior parte dos ciganos aceitaram a origem indiana, mas alguns continuaram a considerar-se descendentes dos antigos egípcios, e a partir dos anos 70 começaram, na então Jugoslávia (e sobretudo na Macedónia), a se organizar no sentido de serem reconhecidos como uma comunidade distinta, nomeadamente reivindicando que passasse a haver a opção Egipkjani nos censos.
Em 1974, a nova constituição jugoslava estabeleceu o direito de cada cidadão identificar a sua própria etnia (mesmo uma não prevista oficialmente); tal levou a que, nos censos de 1981, muitos se identificassem como Gjupci, e, na Macedónia, Egipkjani; no entanto, nos resultados finais do recenseamento os Gjupci foram contabilizados como Roma (ciganos) e os Egipkjani como "Outros", pelo que os ativistas egípcios concluíram que só com a inclusão oficial da categoria "egípcios" no recenseamento a sua comunidade seria reconhecida. Tal ocorreu finalmente nos censos de 1991, onde na Macedónia foram contabilizados 3 307 egípcios, 0,2% da população da república.
Em 1990 foram criadas várias associações egípcias, como a Associação Egípcia na Jugoslávia, presidida por Nazim Arifi, ou a Associação Egípcia do Kosovo e Metohia, presidida por Vesel Kadroli; após a dissolução da Jugoslávia, também a Associação Egípcia se dividiu em associações nas várias repúblicas. Também foram, nos anos 90, criados meios de comunicação social e associações culturais, desportivas e de auxilio mútuo egípcias, e a identificação egípcia deixou de estar restrita à ex-Jugoslávia, aparecendo também organizações egípcias na Albânia e na emigração. Em 1998, foi criada a União Balcânica dos Egípcios, com o objetivo de agrupar as várias organizações egípcias dos países da região.
Os ativistas egípcios também estabeleceram contactos internacionais, através OSCE e das conferências de direitos humanos, e também com o Egito, via as embaixadas nos respetivos países: em 1990 e 1991 o embaixador do Egito na Jugoslávia encontrou-se com dirigentes dos egípcios jugoslavos (já na Albânia, a embaixada do Egito recusou quaisquer encontros com os egípcios albaneses).
Como argumentos em defesa de que serão uma comunidade distinta dos ciganos, os egípcios remetem ao facto de viverem sobretudo no centro histórico das cidades (enquanto os ciganos vivem sobretudo em guetos suburbanos), o baixo desemprego, e uma relativamente elevada proporção de indivíduos em profissões especializadas (no entanto, a profissão mais tradicional dos egípcios, o ofício de ferreiro, era nos Balcãs praticada sobretudo pelos ciganos), que segundo eles demonstrariam origem e tradições diferentes.

## Demografia

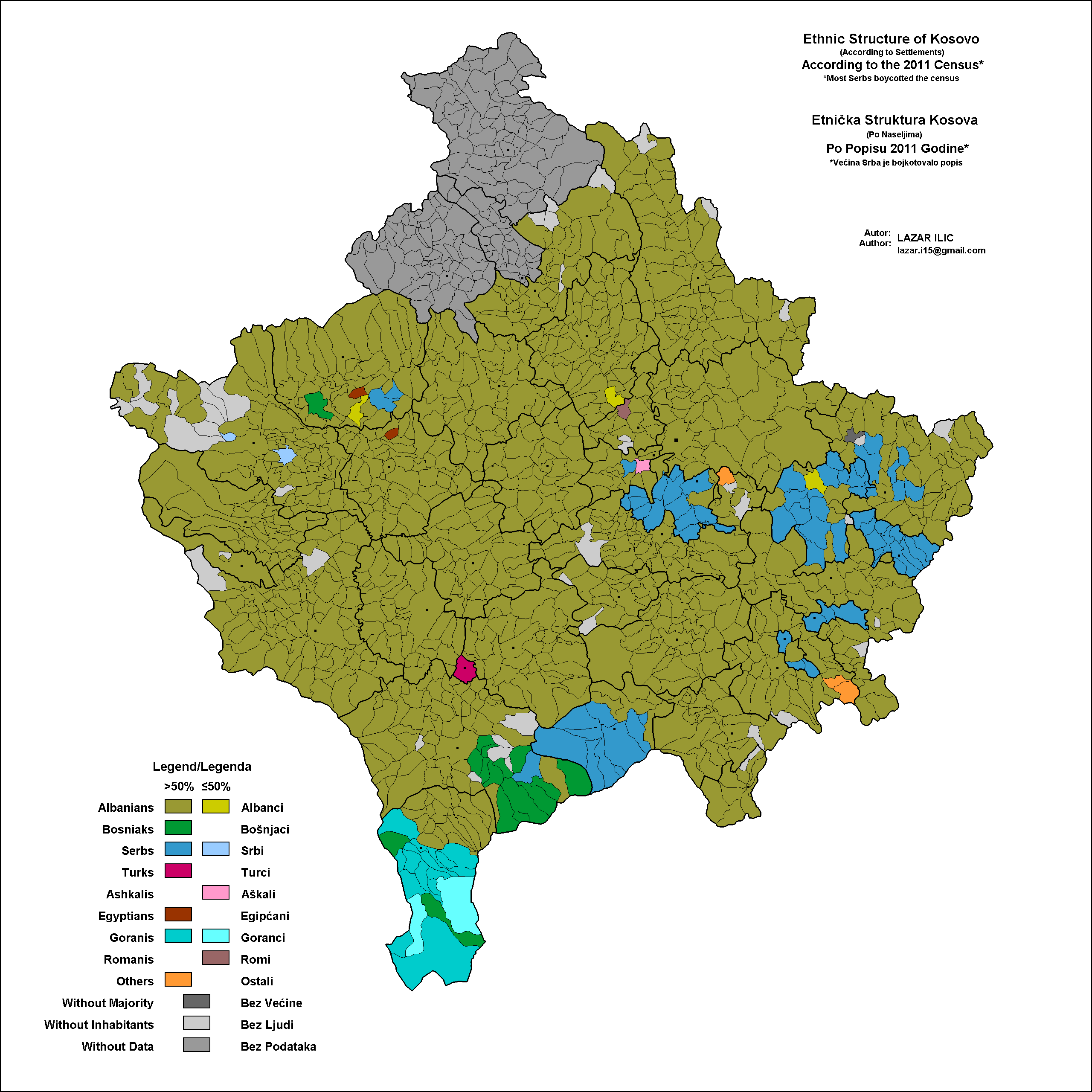
Mapa étnico do Kosovo.

Os egípcios concentram-se sobretudo no Kosovo (11.524 pessoas, de acordo com os censos de 2011), havendo também populações significativas na Macedónia (3 713 em 2002), na Albânia (3 368 em 2011), no Montenegro (2 054 em 2011) e na Sérvia (1 834 em 2011).
No Kosovo, de acordo com o recenseamento de 2011, os egípcios são maioritários nas localidades de Dranashiq, Klina (12 habitantes no total de 21) e Llukac i Thatë, Istog (109 habitantes no total de 160).

## Política
Com o agravamento dos conflitos étnicos na ex-Jugoslávia nos anos 90), a promoção da identidade egípcia passou a ser apoiada por sectores sérvios e macedónios, que a viam como uma forma de reduzir numericamente a comunidade albanesa, e cientistas e historiadores sérvios e macedónios publicaram trabalhos pretendo demonstrar que os egípcios balcânicos realmente descendiam dos antigos egípcios. Durante o conflito do Kosovo a associação egípcia local identificou-se com o lado sérvio, e muitos egípcios abandonaram o território depois da guerra e de o governo do Kosovo ter passado a ser controlado pelas forças albanesas.
A partir de então, foram criados diversos partidos políticos com o objetivo de representar as minorias egípcias, como o Partido do Movimento Democrático e a União dos Egípcios na Macedónia, o Partido para a Igualdade, Dignidade e Direitos na Albânia, e a Nova Iniciativa Democrática, a Liga Egípcia e o Partido Liberal Egípcio no Kosovo.
Atualmente, a Constituição do Kosovo reserva um lugar no parlamento para os egípcios, e mais um lugar para o partido que tenha tido mais votos no conjunto das comunidades egípcia, roma e ascáli. Nas eleições de 2017, o Partido Liberal Egípcio elegeu um deputado, com 2.415 votos.

## Cultura
Há uma série de disputas identitárias entre os roma, os egípcios e os ascális, sendo as várias comunidades frequentemente vistas pelo resto da população como sendo todos "ciganos". Os roma consideram os egípcios e os ascális como sendo minorias artificiais, promovidas com o intuito de dividir a comunidade roma; também os egípcios tendem a considerar os ascális (uma identidade que só terá começado a ser afirmada após a guerra do Kosovo, e com simpatias pró-albanesas, embora há muito que o termo seja utilizado para designar populações até então consideradas como ciganos de língua albanesa) como sendo egípcios que, sob influência albanesa, teriam passado a afirmar-se como uma etnia distinta. As organizações internacionais operando nos Balcãs frequentemente procuram evitar a controvérsia recorrendo a expressões como "Roma, Ascális e Egípcios".
Não há canais de televisão ou de rádio dedicados a audiências das minorias ascáli ou egípcia.